# Chorin Zsigmond (orvos)
Chorin Zsigmond (1832 – Alsódöbling, 1875. július 27.) orvos.

## Élete
Chorin Ferenc országgyűlési képviselő bátyja volt. Az 1850-es évek elején Bécsben hallgatta az orvosi tudományokat; mint harmadéves orvosnövendék élettani kurzust nyitott pályatársai számára. Mint gyakorló orvos előbb Aradon és Pesten működött; 1870-ben Mehádiára ment orvosnak és 1874 elején ugyanott királyi fürdőorvosnak nevezték ki.

## Munkái
Emlékirat a magas magyar miniszterelnökséghez. A Hercules-fürdőben létező viszonyok és az ott létesítendő reformok tárgyában. Pest, 1872.
Munkatársa volt a hazai és külföldi orvosi szaksajtónak. Több tanulmányát olvashatjuk a Közegészségi és Törvényszéki Orvostan (1866), a Fürdői Lapok (1868, 1872), a Gyógyászat (1872), a Fővárosi Lapok (1873) folyóiratokban, a Magyar Orvosok és Természettudósok Munkálatai XVI. kötetében a mehádiai gyógyvizek hatásáról.